# Jorge Vásquez Becerra
Jorge Vásquez Becerra (Cusco, 17 de noviembre de 1960) es un ingeniero civil y político peruano. Fue congresista de la república durante el periodo parlamentario 2020-2021.

## Biografía
Cursó sus estudios primarios y secundarios en la ciudad de Calca. Entre 1976 y 1982 estudió ingeniería civil en la Universidad Nacional de San Antonio Abad del Cusco trabajando principalmente en su el sector privado desde entonces.

## Vida política
Fue candidato a la alcaldía provincial de Calca en las elecciones del 2002, 2006, 2010, 2014 y 2018 sin éxito en ninguna de ellas.

### Congresista
Participó en las elecciones parlamantarias del 2020 y fue elegido congresista por el departamento del Cusco por el partido Acción Popular.
Vásquez se mostró en contra de la vacancia del presidente Martín Vizcarra durante los dos procesos que se dieron para ello, el segundo de los cuales terminó sacando al expresidente del poder. El congresista fue parte de los 19 Congresistas que votaron en Contra de la vacancia del presidente Martín Vizcarra.